# Hjärtvattenkalla
Hjärtvattenkalla (Cryptocoryne pontederiifolia) är en art i familjen kallaväxter, vetenskapligt beskriven av Heinrich Wilhelm Schott. Cryptocoryne pontederiifolia ingår i släktet Cryptocoryne och familjen kallaväxter. Inga underarter finns listade.